# 西塔教会

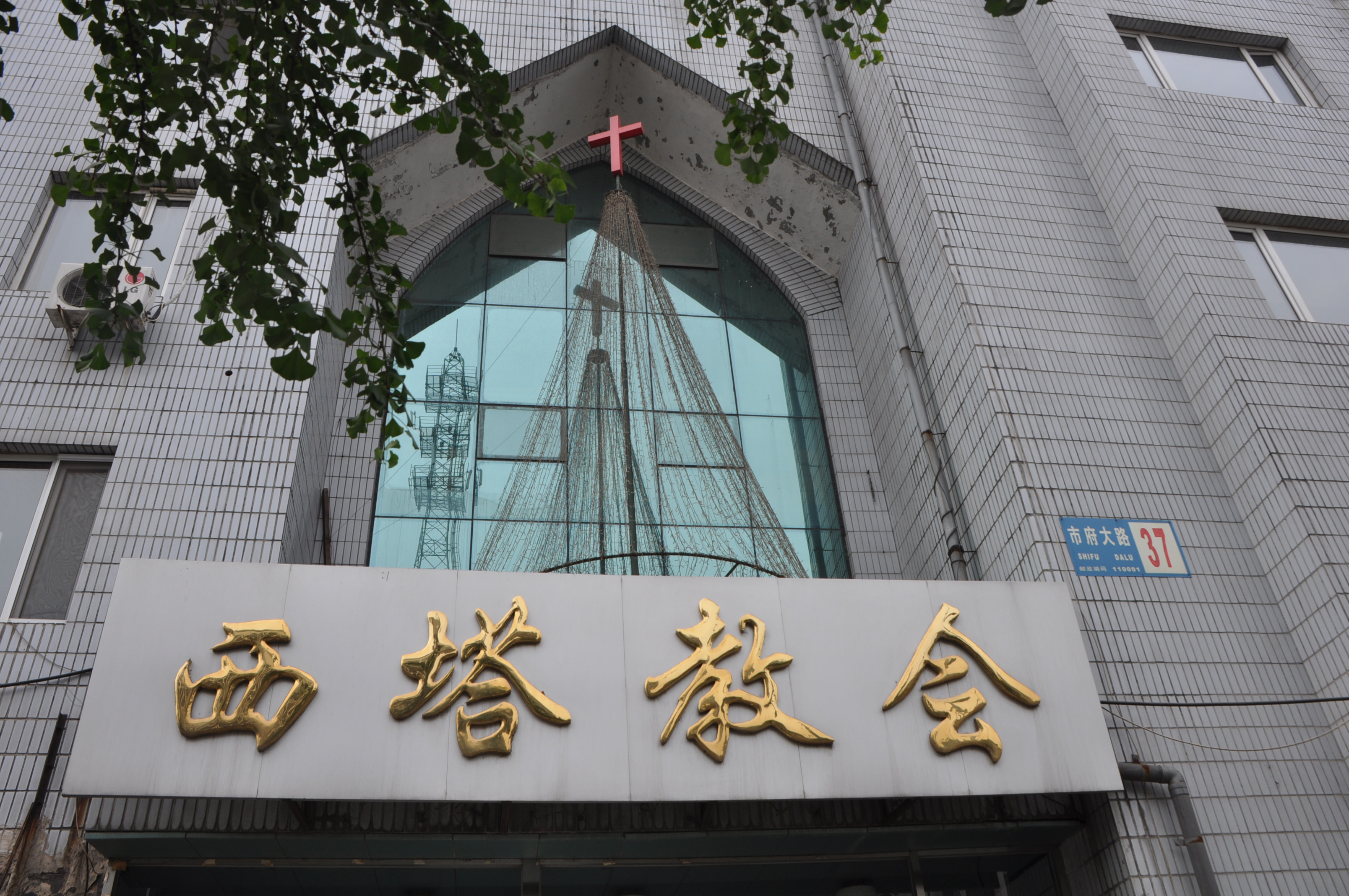
西塔教会

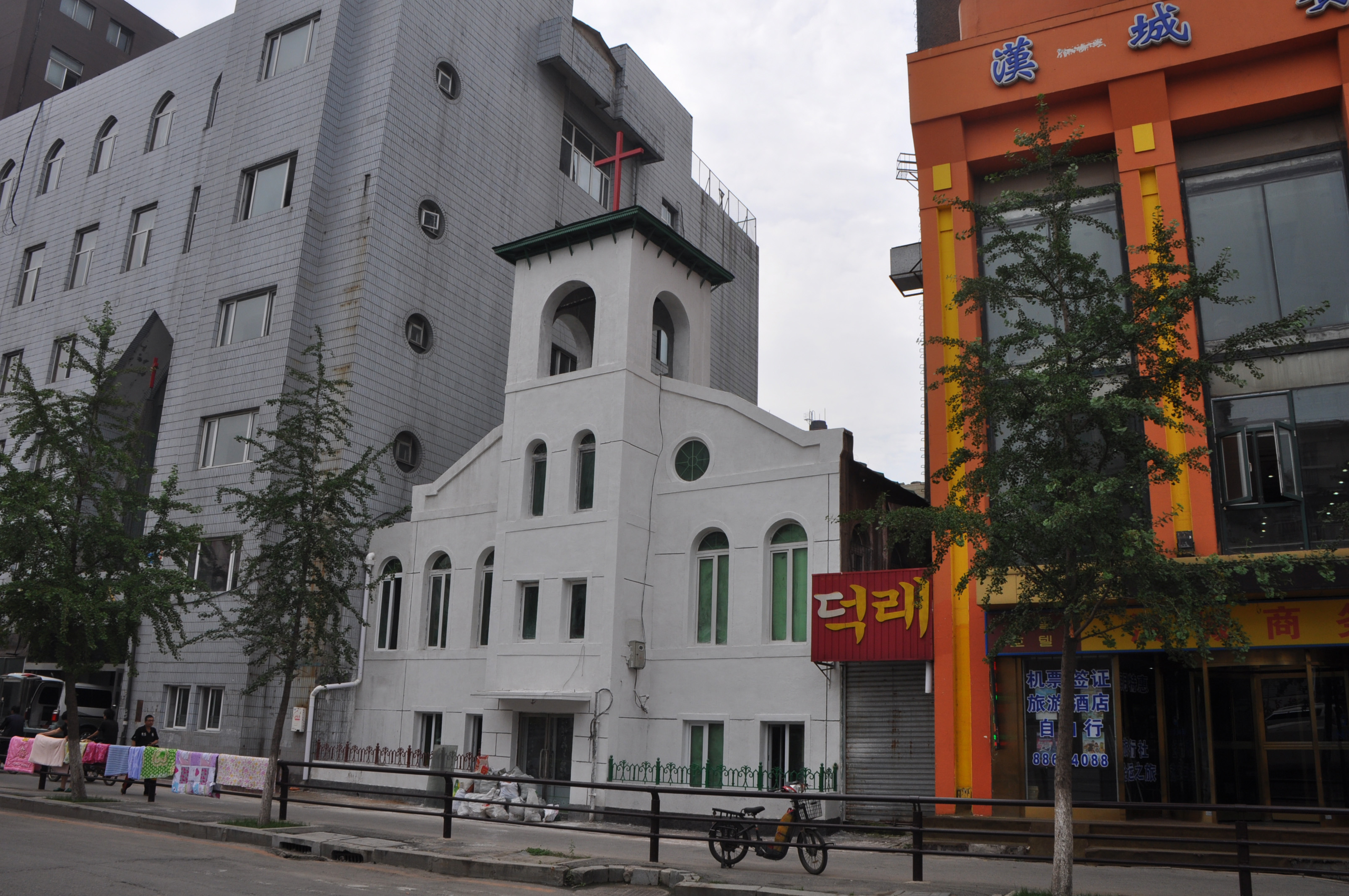
旧西塔教会

西塔教会（せいとうきょうかい、中国語: 西塔教会）は中華人民共和国遼寧省の省都・瀋陽市の西塔地区にあるキリスト教プロテスタントの朝鮮族用の教会である。

## 簡単な歴史
この教会の歴史は次の通り。  
- 1913年、朝鮮平安北道義州郡のプロテスタント教会の婦人伝道会が5名の宣教師を派遣

- 1917年、教会堂を建設（現在の教堂の向かって右側に現存）

- 1951年、朝鮮人の長老（牧師）はすべて帰国

- 1957年、呉愛恩牧師補が責任者となる

- 1966～1979年、文化大革命のために教会は閉鎖

- 1981年、呉愛恩牧師

- 1993年、6階建ての新教堂を建設

- 2003年、中国語部も成立

## 教会の現状
- 住所：　瀋陽市和平区市府大路37号
- 信徒数：　3,000人